# کروختن
کروختن (به آلمانی: Kruchten) یک شهر در آلمان است که در بیتبورگ-پروم واقع شده‌است.